# Isaac Auerbach
Isaac L. Auerbach (Filadelfia, 9 ottobre 1921 – Narberth, 24 dicembre 1992) è stato un ingegnere e informatico statunitense.
È stato uno dei primi sostenitori e pionieri delle tecnologie informatiche, titolare di 15 brevetti, presidente fondatore della International Federation for Information Processing(1960-1965), membro della National Academy of Science, dirigente della Burroughs Corporation e sviluppatore dei primi computer presso Sperry Univac.

## Biografia
Dopo gli studi all'Università di Drexel (1943) e all'Università di Harvard (1947), entra a far parte della Burroughs Corporation nel 1949 e dirige la divisione Difesa, Spazio e Progetti speciali, dove lavora al primo sistema di guida computerizzata in tempo reale per il programma spaziale degli Stati Uniti.
Alla fine degli anni '40 Isaac Auerbach era un membro del team originale per la progettazione del BINAC e dell'Univac I. Ha diretto lo sviluppo del primo computer di guida transistorizzato utilizzato nel programma spaziale americano. Ha sviluppato un sistema di comunicazione di crittografia/decrittazione del nucleo magnetico affidabile.
Ha fondato molte aziende nel settore informatico, tra cui Auerbach Associates, la prima società di consulenza informatica, che è diventata un'organizzazione multinazionale responsabile della progettazione di sistemi di comando e controllo per l'Oceano del Pacifico e Oceano Indiano; e Auerbach Publishers, una delle principali fonti di servizi elettronici di elaborazione dati e gestione delle informazioni.
Era il biografo di diverse personalità dell'International Federation for Information Processing e dell'AFIPS: Victor Glushkov, Niels Ivar Bech, Dov Chevion e Harry Goode.
Auerbach è stato eletto Distinguished Fellow della British Computer Society nel 1975 per il suo lavoro pionieristico nelle tecnologie informatiche.
Muore di leucemia il 24 dicembre 1992 all'età di 71 anni.

## Isaac L. Auerbach Award
Nel 1994 la International Federation for Information Processing ha istituito il premio Isaac L. Auerbach a suo nome.
I beneficiari del riconoscimento sono stati:
- 1994 – Calvin Gottlieb
- 1996 – Lubomir Iliev
- 1998 – Heinz Zemanek
- 2000 – Asbjorn Rolstadas
- 2002 – Wilfried Brauer
- 2010 – Dipak Khakhar
- 2018 – Leon Strous